# Heidmoor-Niederung
Heidmoor-Niederung este o arie protejată (arie de protecție specială avifaunistică — SPA) din Germania întinsă pe o suprafață de 339 ha, integral pe uscat.

## Localizare
Centrul sitului Heidmoor-Niederung este situat la coordonatele 54°02′02″N 10°30′14″E / 54.0339°N 10.5039°E.

## Înființare
Situl Heidmoor-Niederung a fost declarat arie de protecție specială avifaunistică în august 2000 pentru a proteja 12 specii de animale.

## Biodiversitate
Situată în ecoregiunea continentală, aria protejată nu include niciun habitat protejat.
La baza desemnării sitului se află mai multe specii protejate de  păsări (12): ciocârlie-de-câmp (Alauda arvensis), fâsă de luncă (Anthus pratensis), erete de stuf (Circus aeruginosus), prepeliță (Coturnix coturnix), cristeiul de câmp (Crex crex), Cygnus columbianus bewickii, becațină comună (Gallinago gallinago), Grus grus grus, sfrâncioc roșiatic (Lanius collurio), Numenius arquata arquata, mărăcinar (Saxicola rubetra), nagâț (Vanellus vanellus).